# قطع عنق الرحم
قَطْعُ عُنُقِ الرَّحِم (بالإنجليزية:trachelectomy) أو استئصال عنق الرحم Cervicectomy هي عملية جراحية يتم فيها ازالة عنق الرحم.
تعتبر هذه العملية البديل الجراحي لاستئصال الرحم الجذري للمحافظة على الخصوبة، حيث يتم المحافظة على جسم الرحم. كما أنها الحل العملي في بعض النساء الأصغر سناً المصابات بنوع مبكر من سرطان عنق الرحم.

## الأنواع
يمكن تقسيم عمليات قطع عنق الرحم إلى نوعين مختلفين، جذري، وبسيط:

### جذري
الاسم الرسمي لهذه العملية هو 'قطع عنق الرحم الجذري المهبلي' (radical vaginal trachelectomy (RVT وتُعرف أيضا باسم 'عملية Dargent' و'قطع عنق الرحم الجذري'.
تُصاحَب العملية أيضاً باستئصال للعقد الليمفاوية لتقييم انتشار الورم إليها.

### بسيط
قطع عنق الرحم البسيط تشير لإزالة عنق الرحم فقط، أي أنه يمكن اعتبارها على أنه إجراء استئصال مخروطي كبير جداً.

## الدواعي
قطع عنق الرحم الجذري يعتبر الحل الأمثل للنساء فوق سن الأربعين اللاتي لديهن رغبة في المحافظة على خصوبتهن والمصابات بسرطان عنق الرحم مرحلة بالأخص عندما يكون حجم الورم أقل من أو يساوي 2سم ولم ينتشر للعقد الليمفاوية.
أما في السرطانات الأقل تقدماً،(مرحلة 1A1)، يعتبر الاستئصال المخروطي هو العلاج القياسي.

## قطع عنق الرحم مقارنةً بالعلاجات الأخرى
البيانات عن النتائج طويلة الأجل محدودة. ومع ذلك، يبدو أن نسب تكرار الإصابة بالسرطان والموت تشبه العلاجات القياسية (استئصال الرحم الجذري والإشعاع)، بالمقارنة معها. الموت ومعدلات تكرار السرطان (المرافقة لهذا الإجراء) تصل إلى ما يقرب من 3٪ و 5٪ على التوالي.

## الحمل بعد قطع عنق الرحم
حوالي 70% من المريضات بعد أجراء استئصال الرحم الجذري يستطعن الحمل. ومع ذلك، فإن خطر فقدان الحمل أو الولادة المبكرة يكون أعلى مقارنة بالنساء السليمات، نتيجة لإزالة عنق الرحم. الولادة تكون عن طريق العملية القيصرية.

## وصلات خارجية
- Which surgery for cervical cancer - cancerhelp.org.uk
- Royal Marsden Hospital Trachelectomy Patient Information Leaflet - trachelectomy.co.uk.